# 蓋倫峰 (阿默高山脈)

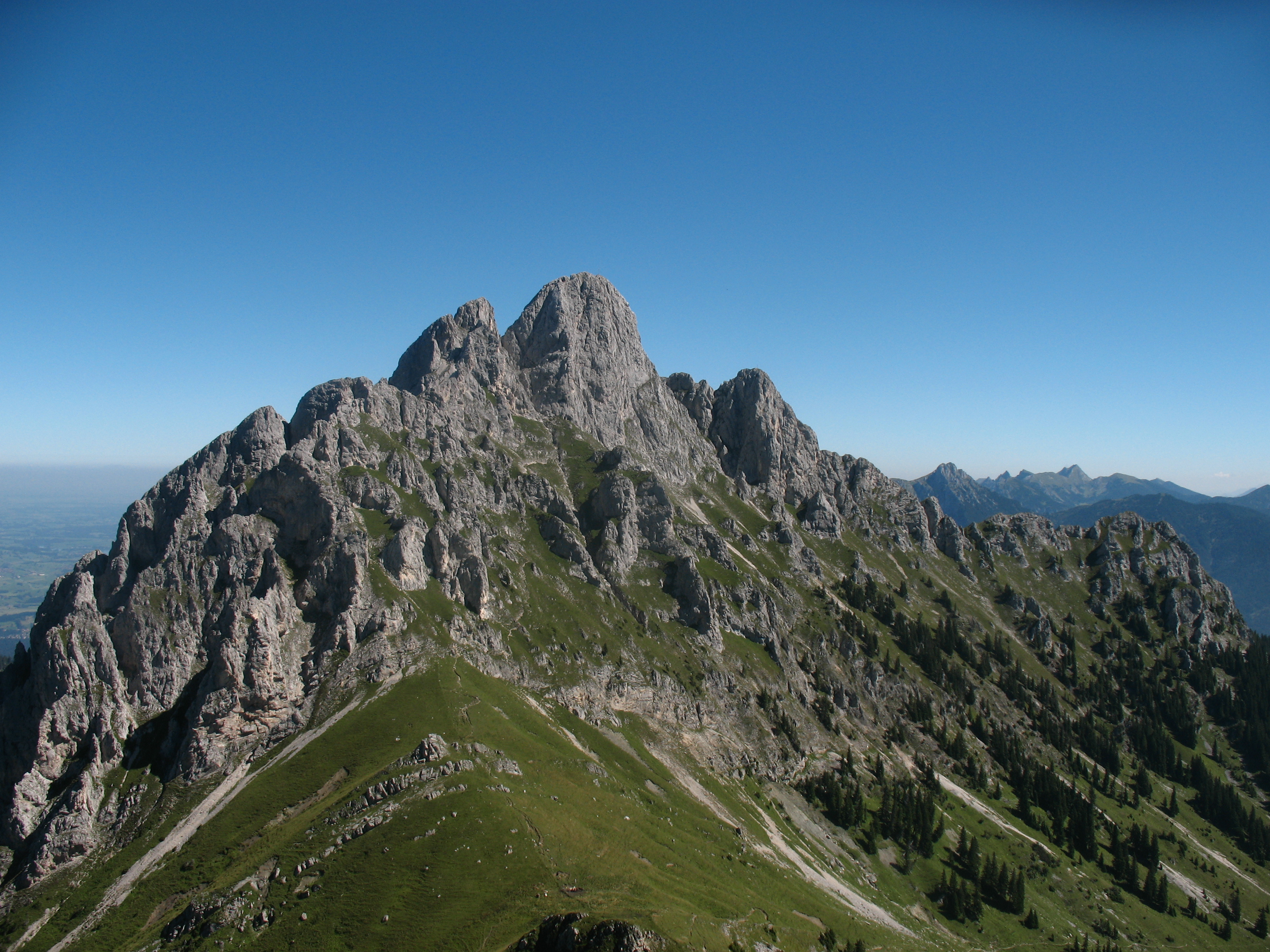

47°30′05″N 10°39′18″E / 47.50139°N 10.655°E
蓋倫峰（德語：Gehrenspitze），是奧地利的山峰，位於該國西部，由蒂羅爾州負責管轄，屬於阿默高山脈的一部分，海拔高度2,163米，每年平均降雨量1,698毫米。